# Tetris Effect (jeu vidéo)
Tetris Effect est un jeu vidéo de puzzle développé par Monstars et édité par Enhance Games, sorti en 2018 sur PlayStation 4, en 2019 sur Windows, en 2020 sur Oculus Quest, Xbox One et Xbox Series et en 2021 sur Nintendo Switch.
Il tient son nom de l'effet Tetris.

## Accueil
- Jeuxvideo.com : 17/20[1]